# Alara alboapicalis
Alara alboapicalis är en insektsart som beskrevs av Bernhard Zelazny 1981. Alara alboapicalis ingår i släktet Alara och familjen Derbidae. Inga underarter finns listade i Catalogue of Life.